# La Llacuna
La Llacuna är en ort och kommun i Spanien.   Den ligger i provinsen Província de Barcelona och regionen Katalonien, i den östra delen av landet, 500 km öster om huvudstaden Madrid. La Llacuna ligger 618 meter över havet och antalet invånare är 873.
Terrängen runt La Llacuna är lite kuperad. Runt La Llacuna är det ganska glesbefolkat, med 35 invånare per kvadratkilometer. Närmaste större samhälle är Igualada, 14,1 km nordost om La Llacuna. 